# José Gramunt de Moragas
José Gramunt de Moragas (Tarragona, 5 de agosto de 1922-Cochabamba, 24 de agosto de 2018) fue un sacerdote jesuita y periodista boliviano nacido en España.
Licenciado en derecho por la Universidad Central de Madrid y en filosofía y teología por la Universidad de San Francisco de Borja (Barcelona). Se especializó en periodismo y en ciencias de la comunicación en la Universidad de Siracusa (EE. UU.) y en la Universidad Menéndez Pelayo (España). 
Radicado en Bolivia desde 1952. El gobierno boliviano le otorgó la nacionalidad boliviana en 1991. Fue director de Radio Fides de La Paz, perteneciente a la Compañía de Jesús, entre 1960 y 1986, y cofundador y dos veces presidente de las Escuelas Radiofónicas de Bolivia ERBOL. En 1964 fundó la Agencia de Noticias Fides (ANF), Se aclara que no existen cofundadores de la Agencia de Noticias Fides validado por el mismo P.J.José Gramunt de Moragas, ANF es la mayor y más antigua de Bolivia, que dirigió hasta 2014. Fue  el primer corresponsal de la agencia española EFE  y de la alemana dpa en Bolivia, en la década de los 60. Durante 1971 dirigió en Roma el Programa Hispanoamericano de la Radio Vaticano. Fue autor hasta 2012 de una de las columnas de opinión más antiguas de la prensa boliviana, “¿Es o no es verdad?”, que se publicó desde 1960 en los principales diarios del país.
Residía en la ciudad de Cochabamba en la Residencia Jesuita Nuestra Señora de la Esperanza.
El padre José Gramunt de Moragas SJ murió el viernes 24 de agosto de 2018 al promediar las 17:00, a sus 96 años, en la Residencia de La Esperanza en la ciudad de Cochabamba.

## Libros publicados
- ¿Es o es verdad? (La Paz, Bolivia, 2009)
- Un retrato de Alfonso XIII  (La Paz, Bolivia, 2003)
- Un notario bibliófilo y otras historias catalanas (Tarragona, España, 2001)
- De los años de plomo al populismo autoritario (Cochabamba, Bolivia, 2015)

## Premios
- Mención especial del Premio Rey de España de Periodismo (1984)
- Premio de Periodismo de la Fundación Ballivián de Bolivia  (1983)
- Premio Nacional de Periodismo de Bolivia (1993)
- Premio al Periodismo de Opinión, otorgado por la Fundación La Plata (2002)
- Premio Libertad, otorgado por la Asociación Nacional de la Prensa (2009)

## Condecoraciones
- Caballero de la Orden de Isabel la Católica
- Caballero de la Orden de Malta
- Comendador de la Orden del Mérito Civil
- "Medalla Pro Ecclesia et Pontifice" de la Santa Sede
- Escudo de Armas de la Ciudad de La Paz por servicios distinguidos.

## Reconocimientos
- Doctor honoris causa de la Universidad Católica, San Pablo. (Cochabamba,Bolivia,2013)
- Doctor honoris causa de la Universidad Privada Boliviana. (Cochabamba,Bolivia,2013)